# Новоалексеевка (Приморский район)
Новоалексе́евка (укр. Новоолексіївка) — село,
Новоалексеевский сельский совет,
Приморский район,
Запорожская область,
Украина.
Код КОАТУУ — 2324883901. Население по переписи 2001 года составляло 687 человек.
Является административным центром Новоалексеевского сельского совета, в который, кроме того, входит село
Лозоватка.

## Географическое положение
Село Новоалексеевка находится на берегах реки Лозоватка,
выше по течению на расстоянии в 1,5 км расположено село Мариновка,
ниже по течению на расстоянии в 0,5 км расположено село Лозоватка.
По селу протекает пересыхающий ручей. На севере села находится ставок.

## История
- 1861 год — дата основания на месте ногайского поселения Улькон-Бескеклы переселенцами из села Николаевки Бердянского уезда, а также крестьянами из центральных губерний России[2].

## Экономика
- СПК «Им. Шевченко».

## Объекты социальной сферы
- Учебно-воспитательный комплекс.
- Дом культуры, в котором работают хор, танцевальный ансамбль, народный фольклорный коллектив «Сусідоньки» (укр. «Соседушки»).[3]
- Фельдшерско-акушерский пункт.
- Библиотека.
- Церковь.
- Отделение Укр почты.

## Известные люди
- Кударь Пётр Сергеевич (1913—1941) — Герой Советского Союза, родился в селе Новоалексеевка.
- Перегудов, Николай Иванович(23.11.1914 — 15.02.1985) — кавалер ордена Славы трёх степеней[4], родился и умер в селе Новоалексеевка.